# Medi 1
Medi 1 Radio is een commercieel radiostation en een zuster-onderneming van Medi 1 SAT, een commercieel TV station dat uitzendt via satellieten. De radioprogramma's komen vanuit Tanger.
Medi 1 Radio zendt uit in zowel de Arabische als Franse taal. Het station is te ontvangen in het gehele Maghrebgebied en landen in Noord-Afrika. De uitzendingen begonnen in 1980.
Medi 1 zendt uit via de ether, satelliet en het internet. Een van de zenders van het station is het zendstation Nador, dat vooral de korte- en middengolfuitzendingen voor de langere afstanden verzorgt.